# Cinglo del Paborde
El Cinglo del Paborde és una cinglera a cavall dels municipis de Castell de Mur, a l'antic terme de Guàrdia de Tremp, dins de l'àmbit del poble de Cellers, i Sant Esteve de la Sarga, en terres de Moror, del Pallars Jussà.
És el vessant meridional del Serrat de les Marrades, a llevant del cim del Serrat Alt i a ponent de les Cases de l'Estació de Cellers. A prop de l'extrem oriental de la cinglera hi ha la Cova del Paborde.

## Etimologia
Cinglo és la forma pallaresa, alternant-se amb la forma comuna, del comú cingle. Del paborde fa referència a qui tenia el domini de la zona: el paborde de la Pabordia de Mur.